# Vrensted (parochie)
Vrensted is een parochie van de Deense Volkskerk in de Deense gemeente Hjørring. De parochie maakt deel uit van het bisdom Aalborg en telt 725 kerkleden op een bevolking van 801 (2004). Historisch hoorde de parochie tot de herred Børglum. In 1970 werd de parochie deel van de nieuw gevormde gemeente Løkken-Vrå, die in 2007 opging in de vergrote gemeente Hjørring.
De parochiekerk dateert oorspronkelijk uit de 12e eeuw. Het koor en het schip zijn de oudste delen. In de middeleeuwen was de kerk gewijd aan de heilige Thøger, een missionaris die in de 11e eeuw vanuit Duitsland in Scandinavië werkzaam was. 

Bistrup · Børglum · Em · Hæstrup · Harritslev · Jelstrup · Løkken-Furreby · Lyngby · Mårup · Rakkeby · Rubjerg · Sankt Catharinæ · Sankt Hans · Sankt Olai · Sejlstrup · Skallerup · Tårs · Vejby · Vennebjerg · Vrå · Vrejlev · Vrensted